# Andrej Mizurov
Andrej Anatol'evič Mizurov (in russo Андрей Анатольевич Мизуров?; Karaganda, 16 marzo 1973) è un ex ciclista su strada kazako.

## Palmarès

### Strada
- 1991 (Juniores, una vittoria)

Classifica generale Giro della Lunigiana
- 1997 (Dilettanti, due vittorie)

Classifica generale Tour of Iran (Azerbaigian)
Classifica generale Tour of Croatia
- 1999 (Collstrop, due vittorie)

Campionati asiatici, Prova a cronometro
Campionati kazaki, Prova a cronometro
- 2001 (Team Deutsche Telekom, una vittoria)

Campionati kazaki, Prova in linea
- 2002 (Mercatone Uno, una vittoria)

Campionati kazaki, Prova a cronometro
- 2004 (Oktos-Saint-Quentin, due vittorie)

Campionati kazaki, Prova in linea
7ª tappa Tour of Qinghai Lake (Menyuan > Huzhu)
- 2005 (Cycling Team Capec, sette vittorie)

7ª tappa - parte a Vuelta Independencia Nacional (Santa Cruz de Mao, cronometro)
Classifica generale Vuelta Independencia Nacional
7ª tappa Tour of Japan (Subashiri > Fuji)
Grand Prix Hydraulika Mikolasek
1ª tappa Tour of China (Hefei, cronometro)
Classifica generale Tour of China
Classifica generale UCI Asia Tour
- 2006 (Cycling Team Capec, quattro vittorie)

2ª tappa Tour de Bretagne (Saint-Brieuc > Concarneau)
2ª tappa - parte a Tour de la Guadeloupe (Le Moule > Baillif)
2ª tappa - parte b Tour de la Guadeloupe (Basse-Terre > Saint-Claude, cronometro)
9ª tappa - parte b Tour de la Guadeloupe (Baie-Mahault > Baie-Mahault)
- 2008 (Astana, una vittoria)

Campionati kazaki, Prova a cronometro
- 2009 (Tabriz Petrochemical Team, quattro vittorie)

Campionati kazaki, Prova a cronometro
Classifica generale Tour of Qinghai Lake
2ª tappa Tour of East Java (Trowulan > Jombang)
Classifica generale Tour of East Java
- 2010 (Tabriz Petrochemical Team, quattro vittorie)

Campionati asiatici, Prova a cronometro
3ª tappa Tour of Iran (Azerbaigian) (Tabriz > Jolfa)
Classifica generale Tour de Kumano
Campionati kazaki, Prova a cronometro
- 2011 (Astana Pro Team, una vittoria)

Campionati kazaki, Prova in linea
- 2013 (Konya Torku Şekerspor, una vittoria)

Campionati kazaki, Prova a cronometro

#### Altri successi
- 2006 (Cycling Team Capec)

Campionati asiatici, Cronosquadre
- 2009 (Tabriz Petrochemical Team)

Prologo Tour of Qinghai Lake (Huzhu)
1ª tappa Tour d'Indonesia (Giacarta, cronosquadre)

## Piazzamenti

### Grandi Giri
- Giro d'Italia

2002: 37º
2007: 21º
2008: 66º
- Vuelta a España

2011: 59º

### Classiche monumento
- Liegi-Bastogne-Liegi

2001: 105º
- Giro di Lombardia

2001: ritirato
2002: 53º
2011: 55º

### Competizioni mondiali
- Campionati del mondo

Colorado Springs 1991 - In linea Junior: 32º
Oslo 1993 - In linea Dilettanti: 110º
Bogotà 1995 - In linea Dilettanti: 33º
Lugano 1996 - Cronometro Elite: 28º
Valkenburg 1998 - Cronometro Elite: 22º
Valkenburg 1998 - In linea Elite: ritirato
Verona 1999 - Cronometro Elite: 37º
Verona 1999 - In linea Elite: ritirato
Lisbona 2001 - Cronometro Elite: 23º
Lisbona 2001 - In linea Elite: ritirato
Zolder 2002 - Cronometro Elite: 46º
Zolder 2002 - In linea Elite: 97º
Hamilton 2003 - Cronometro Elite: 26º
Hamilton 2003 - In linea Elite: 48º
Madrid 2005 - In linea Elite: 101º
Stoccarda 2007 - Cronometro Elite: 8º
- Giochi olimpici

Atene 2004 - In linea: 73º
Pechino 2008 - In linea: 43º
Pechino 2008 - Cronometro: 24º